# Larré (Orne)
Larré település Franciaországban, Orne megyében. Lakosainak száma 467 fő (2022. január 1.). Larré Ménil-Erreux, Hauterive, Semallé és Écouves községekkel határos.

## Népesség
A település népességének változása:
| Lakosok száma | 423  | 428  | 443  | 435  | 444  | 452  | 457  | 465  | 467  |
|               | 2013 | 2015 | 2016 | 2017 | 2018 | 2019 | 2020 | 2021 | 2022 |